# Colombiers, Vienne
Colombiers är en kommun i departementet Vienne i regionen Nouvelle-Aquitaine i västra Frankrike. Kommunen ligger i kantonen Châtellerault-Ouest som tillhör arrondissementet Châtellerault. År 2022 hade Colombiers 1 418 invånare.

## Befolkningsutveckling
Antalet invånare i kommunen Colombiers
| Referens: INSEE |